# Agness Musase
Agness Musase (* 11. Juli 1997) ist eine sambische Fußballspielerin.

## Karriere

### Verein
Musase spielt derzeit für die Green Buffaloes.

### Nationalmannschaft
Mit der sambischen A-Nationalmannschaft nahm sie am Afrika-Cup 2018 teil. Beim Olympiaturnier der Spiele 2020 gehörte sie ebenfalls zum Kader und kam hier dreimal zum Einsatz. In allen sechs Partien der Mannschaft beim Afrika-Cup 2022 stand sie in der Startelf und erreichte mit ihrem Team den dritten Platz.
Am 3. Juli 2023 wurde sie in den Kader für die Weltmeisterschaft 2023 nominiert.